# Coronel (futebolista)
Antônio Evanil da Silva, mais conhecido por Coronel (Quatis, 27 de janeiro de 1935 — Porto Real, 5 de dezembro de 2019) foi um futebolista brasileiro que atuou como lateral-esquerdo.

## Seleção Brasileira
De acordo com a enciclopedia "Seleção Brasileira 90 anos", de Antonio Carlos Napoleão e Roberto Assaf, Coronel defendeu a camisa canarinho em oito jogos (6 vitórias e 2 empates), nos quais não marcou nenhum gol e conquistou o título da Taça Bernardo O´Higgins, em 1959.

### Jogos pela Seleção Brasileira
- Fonte: 11v11.com[4]

| # | Data                   | Partida              | Competição                                                   |
| - | ---------------------- | -------------------- | ------------------------------------------------------------ |
| 1 | 10 de Março de 1959    | Brasil 2–2 Peru      | Campeonato Sul-Americano de Futebol de 1959 - Fase de Grupos |
| 2 | 15 de Março de 1959    | Brasil 3–0 Chile     | Campeonato Sul-Americano de Futebol de 1959 - Fase de Grupos |
| 3 | 21 de Março de 1959    | Brasil 4–2 Bolívia   | Campeonato Sul-Americano de Futebol de 1959 - Fase de Grupos |
| 4 | 26 de Março de 1959    | Brasil 3–1 Uruguai   | Campeonato Sul-Americano de Futebol de 1959 - Fase de Grupos |
| 5 | 29 de Março de 1959    | Brasil 4–1 Paraguai  | Campeonato Sul-Americano de Futebol de 1959 - Fase de Grupos |
| 6 | 04 de Abril de 1959    | Argentina 1–1 Brasil | Campeonato Sul-Americano de Futebol de 1959 - Final          |
| 7 | 17 de Setembro de 1959 | Brasil 7–0 Chile     | Taça Bernardo O'Higgins                                      |
| 8 | 20 de Setembro de 1959 | Brasil 1–0 Chile     | Taça Bernardo O'Higgins                                      |

## Morte
Coronel estava com a saúde debilitada, com hipertensão arterial, diabetes e Mal de Alzheimer, ainda em estágio inicial. Por conta disso, foi realizar um exame de endoscopia, quando ficou dias internado no Hospital Municipal São Francisco de Assis, em Porto Real, onde veio a falecer.

## Títulos
Vasco da Gama
- Campeonato Carioca: 1956 e 1958
- Torneio Internacional de Santiago: 1957
- Torneio Quadrangular de Lima: 1957
- Torneio Internacional de Paris: 1957
- Troféu Teresa Herrera: 1957
- Torneio Rio-São Paulo: 1958
- Torneio Início Rio de Janeiro: 1958
- Taça Cidade do Rio de Janeiro: 1959
- Torneio Pentagonal do México: 1963

Náutico
- Campeonato Pernambucano: 1963
- Torneio Início de Pernambuco: 1963
- Torneio Centenário de Campina Grande de 1964

Unión Magdalena
- Campeonato Colombiano: 1968

Seleção Brasileira
- Taça Bernardo O´Higgins: 1959
- Vice-campeão do Campeonato Sul-Americano: 1959